# Arcadia (Eakins)
Pour les articles homonymes, voir Arcadia.
Arcadia est une peinture réalisée en peinture à l'huile sur toile par le peintre américain Thomas Eakins et constitue l'une de ses rares peintures de nus. Datée d'environ 1883, la toile est conservée au Metropolitan Museum of Art de New York. Le tableau était un cadeau de Thomas Eakins à son ami peintre William Merritt Chase. Le tableau est initialement resté sans titre et n'a jamais été montré publiquement du vivant de Thomas Eakins. Ce n'est qu'après la mort de l'artiste en 1916 que sa veuve Susan baptisa le tableau Arcadia. Le Metropolitan Museum of Art a reçu le tableau en 1967 de la succession d'Adélaïde Milton de Groot.

## Description
Contrairement à la plupart des œuvres de Thomas Eakins, ce qui est représenté ici n'est pas une observation de la vie quotidienne, mais un paysage pastoral idéal. Eakins a fait de l'étude du nu une partie intégrante de son enseignement et s'est inspiré des représentations classiques de l'Arcadie, région utopique idéale de nature préservée où les hommes pouvaient se baigner et s'ébattre ensemble. La peinture à l'huile, qui mesure 98,1 × 114,3 cm, montre trois jeunes gens, dont deux sont allongés sur l'herbe et un est debout, jouant de la musique. Difficile de déterminer le sexe des trois jeunes. Seuls les cheveux noués dans la nuque indiquent clairement que la figure allongée devant est une fille. 

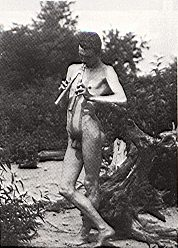
Étude de nu pour Arcadia.

Le personnage allongé jouant de la flûte de Pan sur le sol est l'un de ses neveux. Soit l'une de ses nièces, soit sa future épouse a posé pour la figure de la figure féminine allongée. La personne debout est l'un de ses étudiants à l'Académie des beaux-arts de Pennsylvanie. Les modèles ont posé dans la ferme d'une des sœurs de l'artiste à Avondale, en Pennsylvanie.

## Littérature
- Sabine Schulze (éd.): Gardens: Order - Inspiration - Happiness, Musée Städel, Frankfurt am Main & Hatje Cantz Verlag, Ostfildern 2006   (ISBN 978-3-7757-1870-7).